# برنارد دوورك
برنارد دوورك (بالإنجليزية: Bernard Dwork)‏  (و. 1923 – 1998 م) هو رياضياتي، وأستاذ جامعي أمريكي، ولد في ذا برونكس، توفي في نيو برونزويك، عن عمر يناهز 75 عاماً.

## التعليم
تعلم في جامعة كولومبيا.

## جوائز
حصل على جوائز منها:
- زمالة غوغنهايم
- جائزة كول في نظرية الأعداد.